# H. C. Artmann-Stipendium
Das H. C. Artmann-Stipendium ist ein österreichischer Literaturpreis an Autoren, die im Geiste des Dichters und Übersetzers H. C. Artmann weltoffen, sprachspielerisch, humorvoll-ironisch und grenzüberschreitend schreiben.

## Preisträger mit Stadtschreiberwohnung
Die Stadt Salzburg vergibt gemeinsam mit dem Literaturhaus Salzburg jährlich das Literaturstipendium nach Projekteinreichungen laut Ausschreibung auf eine europäische Region bezogen bzw. hat der Literaturhaus-Leiter ein Vorschlagsrecht, akkordiert mit Programmschwerpunkten. Der Preisträger lebt und arbeitet für zwei bis drei Monate in der stadteigenen Stadtschreiberwohnung in der Stadt Salzburg. Der Stipendiat tritt im Literaturhaus Salzburg mit Lesung und Gespräch auf, lernt Autoren kennen und nimmt an einem Pressegespräch teil. 2021 sollte es ursprünglich an den belarussischen Autor Sasha Filipenko gehen, doch da ein Stipendium Filipenkos verlängert wurde, blieb er dort und kurzfristig wurden die Spoken-Word-Poeten Tanasgol Sabbagh und Henrik Szántó für einen Monat nach Salzburg eingeladen. 
- 2008: Stefan Weidner, Deutschland
- 2009: Armin Senser, Schweiz
- 2010: Sigitas Parulskis, Litauen
- 2011: Ruth Johanna Benrath, Deutschland[1]
- 2012: Lidija Dimkovska, Mazedonien/Slowenien
- 2013: Gerd Sulzenbacher, Italien (Südtirol)[2]
- 2014: Ljubko Deresch, Ukraine
- 2015: Boris Chersonskij, Ukraine
- 2016: Jovan Nikolic, Deutschland
- 2017: Bogdan Cosa, Rumänien
- 2018: Sandra Hubinger, Österreich
- 2019: Radka Denemarková, Tschechien
- 2020: Caca Savic, Österreich
- 2021: Tanasgol Sabbagh, Deutschland & Henrik Szántó, Deutschland
- 2022: Tom Schulz, Deutschland
- 2023: Nasima Sophia Razizadeh, Deutschland